# Euroscaptor ngoclinhensis
Euroscaptor ngoclinhensis ist eine Säugetierart aus der Gattung der Südostasiatischen Maulwürfe innerhalb der Maulwürfe (Talpidae). Sie kommt im zentralen und südlichen Vietnam vor und bewohnt dort Waldgebiete im Truong Son. Es handelt sich um einen kleinen Vertreter der Südostasiatischen Maulwürfe, der wie andere Angehörige der Gattung einen langgestreckt walzenförmigen Körper, einen kurzen, Hals, einen sehr kurzen Schwanz und grabschaufelartige Vordergliedmaßen besitzt. Das Fell ist weitgehend dunkelbraun gefärbt. Über die Lebensweise liegen kaum Informationen vor. Die Tiere graben oberflächennahe Tunnel und Gänge. Die Maulwurfform wurde im Jahr 2016 zunächst als Unterart des Pakho-Maulwurfs eingeführt, im Jahr 2020 aber auf Artniveau verschoben. Zur Gefährdung des Bestandes ist nichts bekannt.

## Merkmale

### Habitus
Euroscaptor ngoclinhensis ist ein kleiner Vertreter der Südostasiatischen Maulwürfe. Seine Kopf-Rumpf-Länge beträgt 12,0 bis 12,3 cm, der Schwanz ist rund 1,5 cm lang und nimmt nur 5,8 bis 6,1 % der Länge des restlichen Körpers ein. Damit erreicht die Art eine Größe vergleichbar zum Vietnamesischen Maulwurf (Euroscaptor subanura), ist aber deutlich kleiner als der Pakho-Maulwurf (Euroscaptor parvidens). Gewichtsangaben für Euroscaptor ngoclinhensis liegen nicht vor. Die Tiere ähneln anderen Angehörigen der Gattung. Der Körper ist langgestreckt, walzenförmig, der Hals kurz und die Vordergliedmaßen gleichen Grabschaufeln. Das Fell zeigt sowohl am Rücken als auch am Bauch eine dunkle bräunliche Färbung. Der Schwanz besitzt eine Keulenform, ist mit langen Haaren bedeckt und bleibt in der Regel unter dem Fell verborgen.

### Schädel- und Gebissmerkmale
Der Schädel weist eine Gesamtlänge von 30,5 bis 32,8 mm auf. Am Hirnschädel wird er 13,3 bis 14,7 mm breit, die Breite auf Höhe der Augen beträgt 6,2 bis 6,9 mm. Das Rostrum ist lang und moderat breit, auf Höhe der Molaren liegt die Weite bei 6,4 bis 7,1 mm, auf Höhe der Eckzähne bei 3,9 bis 4,5 mm. Der Unterkiefer wird 19,2 bis 20,8 mm lang. Der Kronenfortsatz ragt nicht sehr hoch, ist an der Spitze aber breit gestaltet. Der Winkelfortsatz wiederum zeigt sich gut entwickelt mit einer breiten Basis. Der gesamte hintere Abschnitt des Unterkiefers wirkt sehr gestreckt. Wie bei allem Südostasiatischen Maulwürfen besteht das Gebiss aus 44 Zähnen mit folgender Zahnformel: {\displaystyle {\frac {3.1.4.3}{3.1.4.3}}}. Der jeweils erste und dritte obere Prämolar sind hoch und weisen zwei Wurzeln auf, der zweite Prämolar ist klein und einwurzelig. Auf den Kauoberflächen sind die Metastyle gut entwickelt. Der letzte Vormahlzahn verfügt zusätzlich noch über ein Parastyl, das beim Pakho-Maulwurf schwach entwickelt ist. Bei diesem fehlt außerdem das Metastyl auf dem ersten Prämolaren. Insgesamt ist die Zahnreihe bei Euroscaptor ngoclinhensis verhältnismäßig kurz. Die obere erstreckt sich über 10,7 bis 11,8 mm, die untere über 10,2 bis 11,2 mm.

### Genetische Merkmale
Der diploide Chromosomensatz lautet 2n = 36. Es kommen 13 zweiarmige (9 meta- bis submetazentrische und 4 subtelozentrische) sowie 4 acrozentrische Autosomenpaare vor. Das Y-Chromosom ist fleckenartig, das X-Chromosom meta- bis submetazentrisch.

## Verbreitung und Lebensraum

Verbreitungsgebiet von Euroscaptor ngoclinhensis

Das Verbreitungsgebiet von Euroscaptor ngoclinhensis erstreckt sich über das Zentrale Hochland von Vietnam. Es befindet sich in den Provinzen Kon Tum und Quảng Nam, reicht aber nach Norden bis zur Provinz Quảng Trị. Am Berg Ngoc Linh im Grenzgebiet der beiden erstgenannten Provinzen und dem mit 2598 m höchsten Berg des zentralen Truong Son treten die Tiere in 1200 bis 2200 m Höhe auf. In anderen Gebieten sind sie auch in Lagen um 500 bis 750 m belegt.

## Lebensweise
Zur Lebensweise von Euroscaptor ngoclinhensis liegen nur wenige Informationen vor. Die Tiere leben unterirdisch. Während einer wissenschaftlichen Expedition zum Berg Ngoc Linh in den Jahren 2004 und 2006 wurden zahlreiche oberflächennahe Tunnel und Auswurfhügel (Maulwurfshügel) in unterschiedlichen Waldgebieten gesichtet. Mehrere Tunnel befanden sich in unmittelbarer Nähe zu Dunghaufen größerer Hornträger, die reich an Regenwürmern und Käfern waren.

## Systematik
Euroscaptor ngoclinhensis ist eine Art aus der Gattung der Südostasiatischen Maulwürfe (Euroscaptor). Die Gattung, die neun weitere Vertreter enthält, wird zur Familie der Maulwürfe (Talpidae) gestellt. Innerhalb dieser formen die Südostasiatischen Maulwürfe gemeinsam mit einigen weiteren hauptsächlich eurasischen Artengruppen die Tribus der Eigentlichen Maulwürfe (Talpini). Die Eigentlichen Maulwürfe wiederum vereinen die zumeist grabenden Vertreter der Maulwürfe, andere Angehörige der Familie leben dagegen nur teilweise unterirdisch, bewegen sich oberirdisch fort oder sind an eine semi-aquatische Lebensweise angepasst. molekulargenetische Untersuchungen teilen die Südostasiatischen Maulwürfe in zwei Verwandtschaftsgruppen: die westliche longirostris-Gruppe sammelt sich um den Langnasen-Maulwurf (Euroscaptor longirostris) und die östliche parvidens-Gruppe um den Pakho-Maulwurf (Euroscaptor parvidens). Für Euroscaptor ngoclinhensis ließ sich eine engere Bindung an die parvidens-Gruppe ermitteln. Dadurch gehört neben dem Pakho-Maulwurf auch der Vietnamesische Maulwurf (Euroscaptor subanura) in das engere Verwandtschaftsumfeld. Die beiden Linien spalteten sich bereits im Verlauf des Oberen Miozäns vor gut 10 bis 7 Millionen Jahren voneinander ab.
Die wissenschaftliche Erstbeschreibung von Euroscaptor ngoclinhensis erstellten Jelena Dmitrijewna Semlemerowa und Kollegen im Jahr 2016. Sie führten die neue Form zunächst als Unterart des Pakho-Maulwurfs ein, die sie von der Nominatform durch ihre geringere Körpergröße, die kürzere Zahnreihe und das zusätzliche Auftreten eines Metastyls, ein kleiner Höcker, am ersten Prämolaren unterschieden. Als Holotyp wählten Semlemerowa und ihre Mitautoren ein weibliches Individuum, das Ende März 2006 von Alexei Wladimirowitsch Abramow während einer wissenschaftlichen Expedition in der Gemeinde Dac Glei der vietnamesischen Provinz Kon Tum rund 2 bis 3 km westlich des Massivs des Ngoc Linh in rund 1700 m Höhe aufgesammelt worden war. Das Gebiet gilt als Typuslokalität der Maulwurfform. Abramow hatte die Maulwürfe der Region zuerst als dem Kloss-Maulwurf (Euroscaptor klossi) nahestehend angesehen, später aber zum Pakho-Maulwurf gestellt. Erste Hinweise auf Maulwürfe im Gebiet des Ngoc Linh wurden bereits Ende der 1990er Jahre bekannt gegeben. Die entdeckten Individuen dienten im Folgenden auch für genetische Untersuchungen, bei denen das Auftreten von zwei Entwicklungslinien innerhalb des Pakho-Maulwurfs bemerkt worden war. Dies gab schlussendlich Anlass, die neue Unterart auszuweisen. Der Zusatz ngoclinhensis ist eine Referenz auf das Typusgebiet. Eine Analyse zur Anatomie des Schädels der vietnamesischen Maulwürfe aus dem Jahr 2020 erbrachte stärkere morphometrische und allometrische Unterschiede zwischen den beiden Unterarten des Pakho-Maulwurfs als zuvor angenommen. Dies zum Anlass nehmend hoben die Autoren der Studie Euroscaptor ngoclinhensis auf Artniveau. Möglicherweise trennten sich die Linien des Pakho-Maulwurfs und von Euroscaptor ngoclinhensis bereits vor rund 3,2 Millionen Jahren im Verlauf des Pliozäns.

## Bedrohung und Schutz
Die IUCN führt Euroscaptor ngoclinhensis nicht als eigenständige Art, sondern innerhalb des Pakho-Maulwurfs. Aufgrund zu weniger Informationen gibt sie dessen Gesamtbestand mit „unzureichende Datenlage“ (data deficient) an. Euroscaptor ngoclinhensis tritt unter anderem im rund 59,7 km² großen Ngoc-Linh-Naturschutzgebiet um den gleichnamigen Berg in den vietnamesischen Provinzen Kon Tum und Quảng Nam auf.